# Traduttore, traditore
Traduttore, traditore (en français : « Traducteur, traître », généralement repris sous l'expression : « Traduire, c’est trahir  ») est une locution italienne qui renvoie à la différence irréductible entre un texte et ses traductions possibles.

## Expression
Traduttore, traditore est une paronomase, c'est-à-dire une expression qui joue sur la ressemblance entre deux mots. Elle est couramment utilisée dans d’autres langues que l'italien, en raison de sa concision et du jeu de mots.
Le fait de comparer un traducteur à un traître signifie que la traduction d’un texte d’une langue dans une autre ne peut jamais respecter parfaitement le texte original. Beaucoup de polyglottes préfèrent lire une œuvre en version originale car ils veulent la découvrir telle qu’elle a été créée par l’auteur.  Dans un cas extrême, traduire un poème en le modifiant pour garder les rimes altère singulièrement l’œuvre du poète.
Le linguiste français Georges Mounin a beaucoup travaillé sur les « problèmes théoriques de la traduction », dans un esprit pragmatique : malgré la difficulté, la traduction se pratique tous les jours, de manière utile et avec un succès raisonnable. Elle n'est donc pas, comme certains logiciens l'affirment, « impossible ». Le traducteur Pierre Leyris (qui a entre autres traduit l’œuvre d’Herman Melville) lui aussi répond à ce que l'expression italienne a de trop entier, en affirmant : « Traduire, c'est avoir l'honnêteté de s'en tenir à une imperfection allusive. »

## Historique
On la trouve notamment, déjà en 1549, sous la plume de Du Bellay dans une forme proche :

« Mais que diray-je d'aucuns, vrayement mieux dignes d'estre appelez traditeurs, que traducteurs? veu qu'ils trahissent ceux qu'ils entreprennent exposer, les frustrans de leur gloire, et par mesme moyen seduisent les lecteurs ignorans, leur monstrant le blanc pour le noir. »

— Joachim du Bellay, La Défense et illustration de la langue française, chapitre VI

Certains linguistes et traducteurs pensent d'ailleurs que l'expression Traduttore traditore trouve effectivement son origine dans ce passage de du Bellay ; selon d'autres, comme le professeur de langues romanes Paolo Cherchi (es), l'expression serait bien d'origine italienne. P. Cherchi invoque en particulier la phrase suivante de  Niccolò Franco dans les Pistole Vulgari (1539).
« Ser Traditori miei, se non sapete far'altro che tradire i libri, voi ve ne anderete bel bello a cacare senza candela ». Ce qui signifie: « Chers messieurs les Traîtres (ou Traditeurs), si vous ne savez rien faire d'autre que de trahir les livres, allez donc tranquillement chier sans chandelle ! »